# جاسينتو إسبينوزا
جاسينتو إسبينوزا هو لاعب كرة قدم إكوادوري في مركز حراسة المرمى، ولد في 24 نوفمبر 1969 في Bahía de Caráquez ‏ في الإكوادور. شارك مع منتخب الإكوادور لكرة القدم. أما مع النوادي، فقد لعب مع أليانزا ليما وإل. دي. يو. كيتو ونادي إيميلك.

## وصلات خارجية
- جاسينتو إسبينوزا على موقع قاعدة بيانات كرة القدم.إي يو (الإنجليزية)
- جاسينتو إسبينوزا على موقع ناشيونال فوتبول تيمز (الإنجليزية)